# الاراس (إب)

تعديل مصدري - تعديل

الاراس محلة تابعة لقرية المحاقر، التابعة لعزلة ريمان بمديرية إب إحدى مديريات محافظة إب في الجمهورية اليمنية.، بلغ تعداد سكانها 193 حسب تعداد اليمن لعام 2004.